# Mural de l'Aeroport de Barcelona
El Mural de l'Aeroport de Barcelona és un mural de rajoles de ceràmica dissenyat per l'artista català Joan Miró i executat per Josep Llorens i Artigas el 1970 per a la Terminal 2 de l'Aeroport de Barcelona. El mural, que comprèn 4.865 plaques de gres esmaltat, fa 50 metres d'ample i 10 metres d'alt.

## Història

### Per terra, mar i aire
L'any 1968 l'Ajuntament de Barcelona va suggerir a Joan Miró de fer un dels seus coneguts murals ceràmics per donar la benvinguda als visitants de la ciutat que arribessin a l'Aeroport de Barcelona. A Miró li va encantar la idea i va dir que no solament faria una obra per a l'Aeroport —acabat d'instal·lar el setembre de 1970—, sinó que es comprometé a dissenyar tres obres que donarien la benvinguda als visitants de la ciutat segons en el medi en què hi arribessin: terra, mar o aire. Les altres dues obres encarregades foren un paviment ceràmic de més de 400 metres quadrats al Pla de la Boqueria —el Mosaic del Pla de l'Os, inaugurat el 30 de desembre de 1976— per saludar als visitants que arribessin a Barcelona per mar, i una escultura —que segons el projecte primigeni havia de fer més de 60 metres d'alçada— que s'instal·laria al Parc de Cervantes per tal de realitzar el mateix gest a l'entrada a la ciutat per l'antiga carretera nacional. Aquesta obra havia de ser Dona, ocell i una estrella, però finalment el projecte pel Parc de Cervantes fou desestimat i l'obra ideada a la Maqueta per a Dona, ocell i una estrella és conservada al pati nord de la Fundació Joan Miró de Barcelona. Una versió similar de l'obra es va construir a la Brunswick Plaza de Chicago, amb una mida final de 12 metres, actualment coneguda com a Miss Chicago.
| «                                      | El meu propòsit per Barcelona, com a donació meva: A) Aeroport la benvinguda a la gent que arriba per l'aire B) Monument de 30 m d'alçada als Jardins Cervantes per la gent que ve per carretera, per terra C) Mosaic al Pla de l'Os, a la Rambla, la gent que arriba per Mar i que entra a la ciutat D) Centre d'Estudis Art Contemporani (CEAC) Joan Miró: com a porta oberta vers el futur i d'intercanvi cultural internacional, amb la meva fe absoluta que Catalunya té un gran paper a jugar en el món de demà | » |
| — Carta de Joan Miró a Lluís Permanyer | |   |

Cal remarcar doncs, que Dona i ocell no forma part d'aquest projecte de Benvinguda, sinó que és un encàrrec posterior, efectuat ja en temps democràtics per l'Ajuntament de Barcelona en el marc del procés d'urbanització de l'antic Parc de l'Escorxador, un solar on hi havia l'antic escorxador de Barcelona, enderrocat l'any 1978. L'obra es convertiria en l'element central del futur Parc Joan Miró.

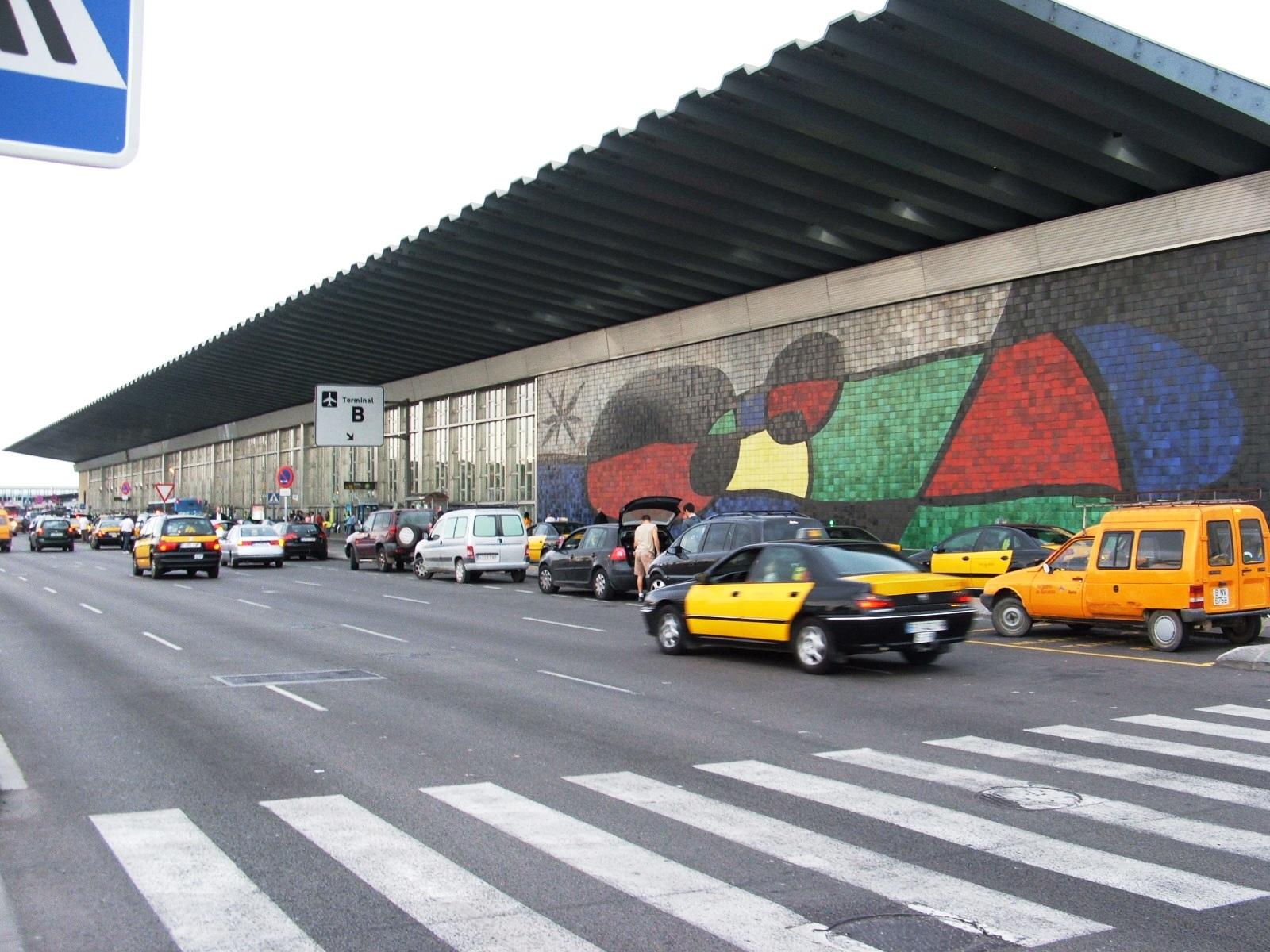
A- Mural a l'Aeroport (aire)
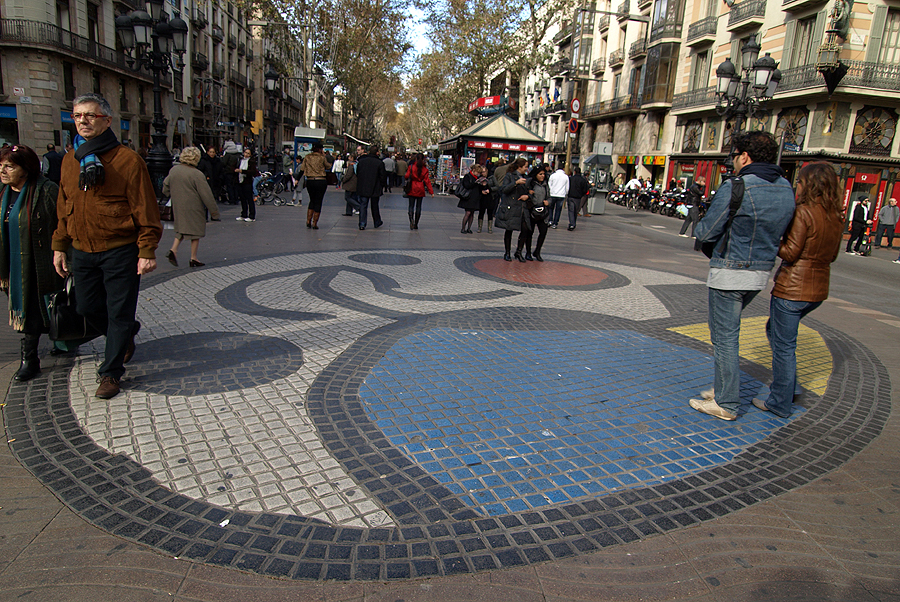
B- Mosaic del Pla de l'Os (mar)
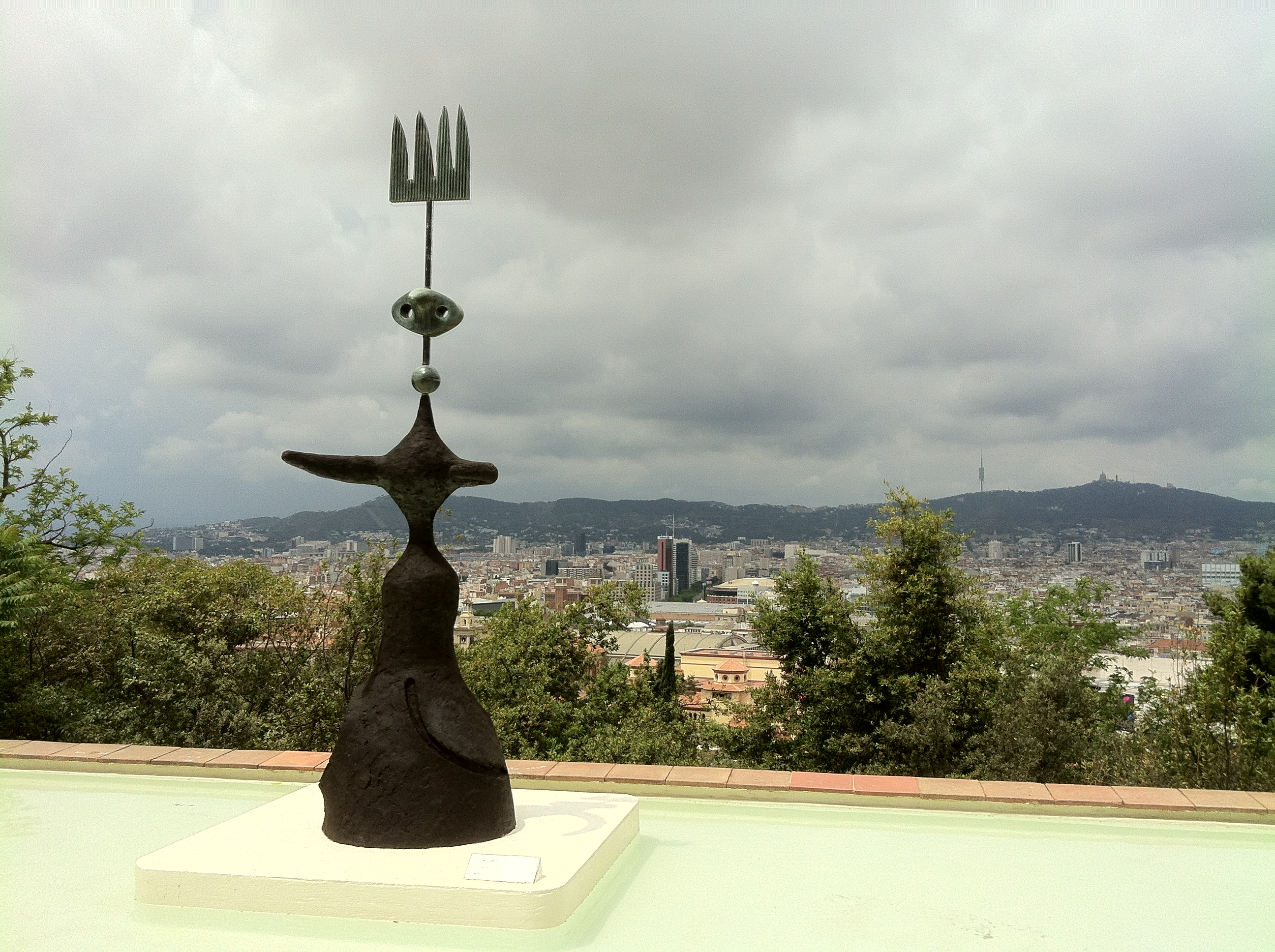
C- Maqueta per a Dona, ocell i una estrella (terra: no realitzada)
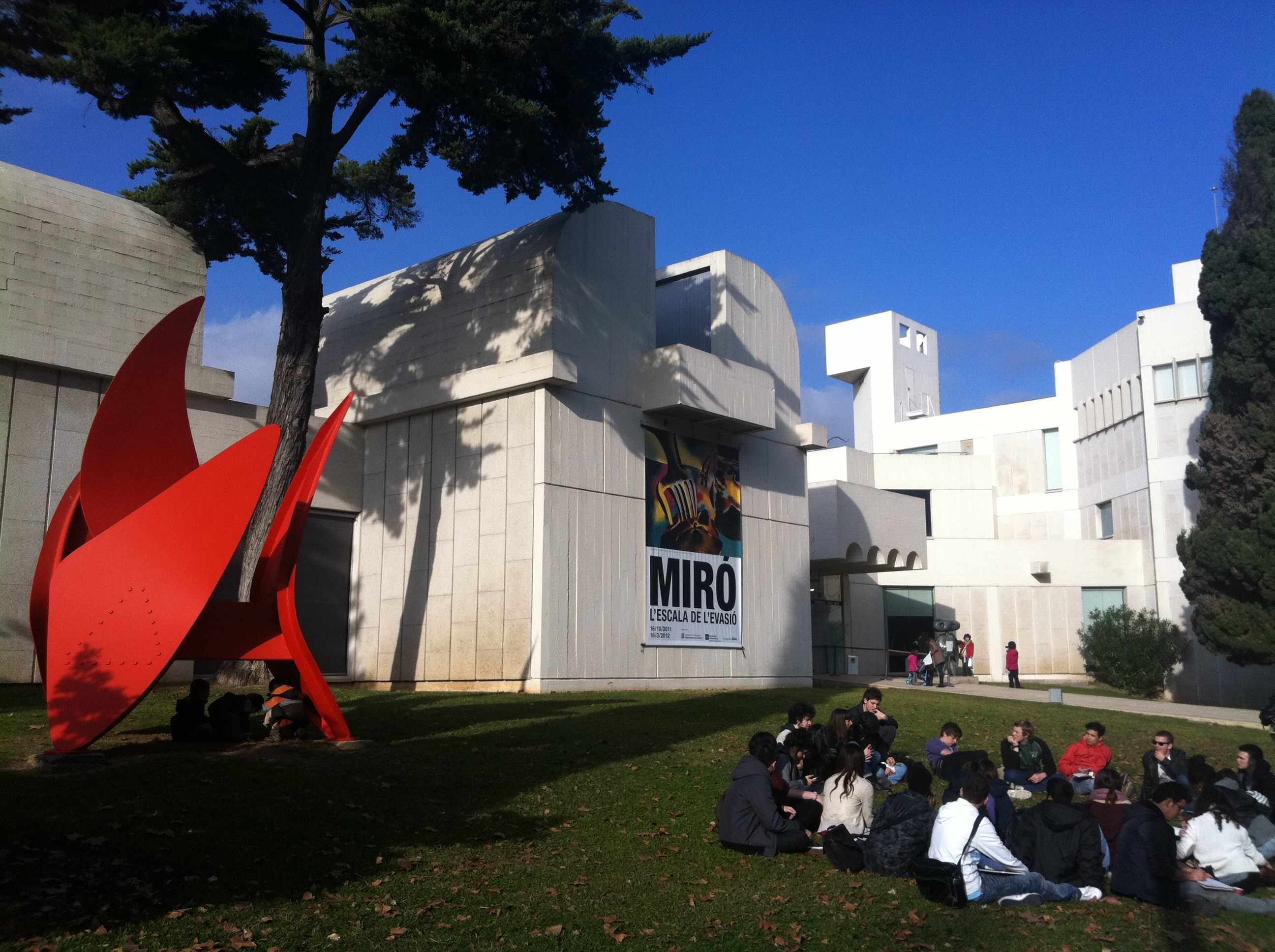
D-CEAC- Centre d'Estudis d'Art Contemporani

L'escultor Joan Gardy Artigas va aprendre del seu pare, Josep Llorens Artigas (Barcelona, 1892-1980), la saviesa de l'ofici de ceramista. Joan Miró i Llorens Artigas es van conèixer als anys 1910 a l'escola d'art que el pintor Francesc d'Assís Galí i Fabra (1880-1965) tenia a Barcelona. De Francesc Galí són les pintures, realitzades el 1929, de la cúpula del vestíbul del primer pis del Museu Nacional, on ara també s'exposa el mural de Joan Miró.
A partir dels anys 1940, Miró i Josep Llorens Artigas van iniciar un duo artístic que va donar com a fruit objectes i grans murals ceràmics com els de la UNESCO de París o el de l'Aeroport de Barcelona. Aquestes obres fusionen el lèxic mironià amb les qualitats essencials de les arts de la terra i del foc.

### Construcció

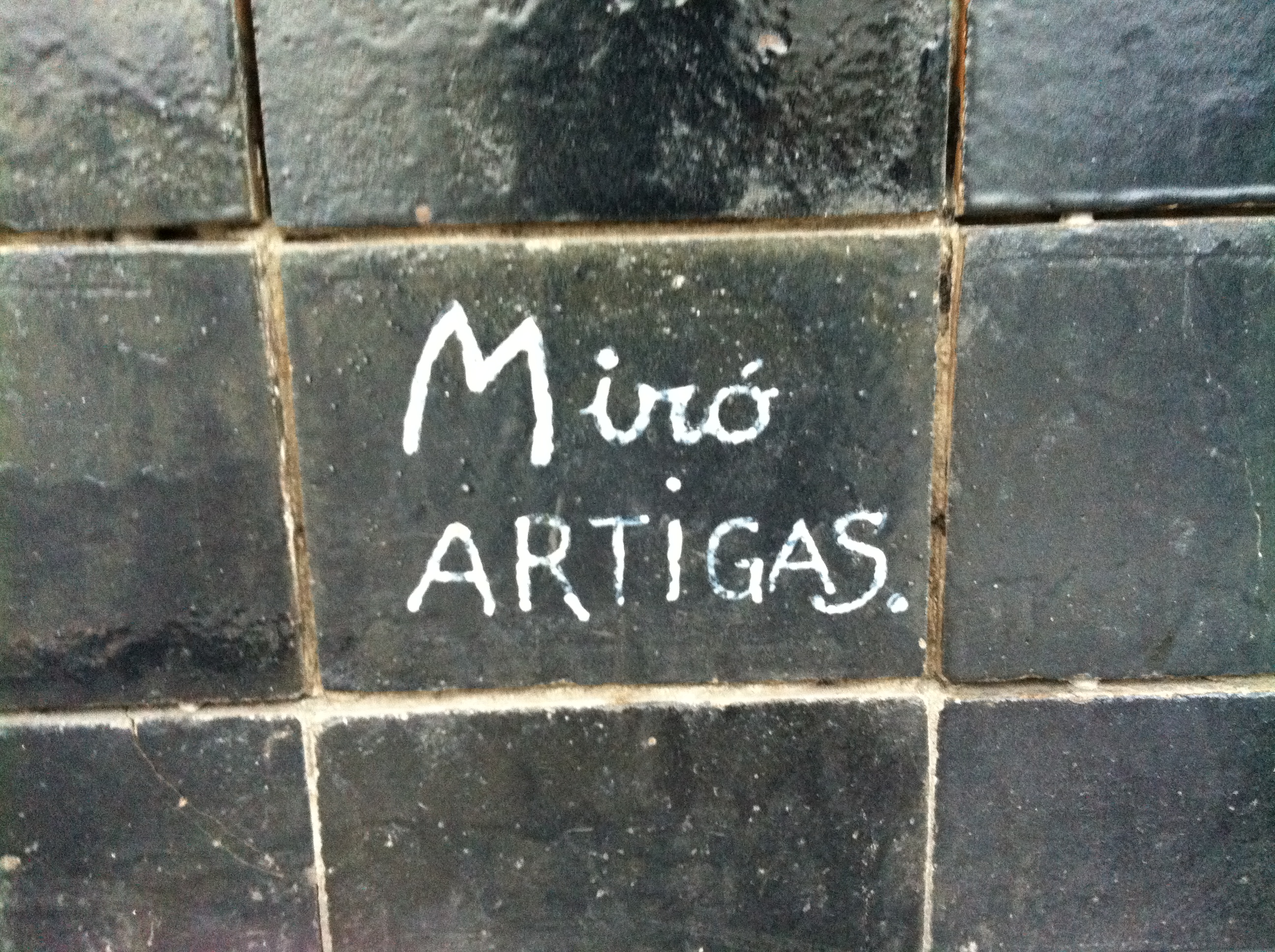
Signatura Miró Artigas al Mural

Inicialment la proposta era realitzar una obra a l'interior de l'edifici. Durant una visita al lloc, Miró i els Artigues van demanar si es podia emplaçar en un altre lloc i des de l'Aeroport se'ls hi va oferir una de les façanes exteriors de l'edifici:
| «           | La idea primitiva consistia en realitzar un mural a l'interior de l'Aeroport. Així que hi vam anar un bon dia amb en Josep Llorens Artigas i el seu fill Joan Gardy Artigas a estudiar l'emplaçament. Quan vam preguntar si havia altres possibilitats viables, ens van dir que la part dreta de la façana era «lliure». En contemplar l'enorme superfície ens vam quedar una mica perplexos: Per les seves dimensions el projecte semblava una bogeria, no obstant això, l'impacte que produiria un mural així de gran a l'exterior, seria molt més fort, i a més quedaria integreat plenament en l'arquitectura. Els tres vam decidir que valia la pena afrontar el risc | » |
| — Joan Miró | |   |

Per dissenyar l'obra Miró freqüentà l'espai en diverses ocasions, per fer-se a la idea de l'impacte que havia de tenir i per adaptar-la al màxim al seu entorn. Va treballar l'obra directament a nivell arquitectònic, i va preparar un esbós al taller de Gallifa. L'esbós, a escala 1:10, es conserva actualment a la Fundació Joan Miró de Barcelona:
| «           | Cada vegada que venia a Barcelona em passava tots els matins a l'aeroport. Prenia un cafè i després em feia una passejada pels voltants per viure amb intensitat el medi ambient on seria emplaçada l'obra. Un cop vaig haver aconseguit compenetrar-m'hi bé, vaig arribar a la conclusió que era absolutament necessari que l'obra pogués ser contemplada a distància. | » |
| — Joan Miró | |   |

Es va trigar 8 mesos i van ser necessàries 464 fornades per coure les 4.865 lloses. Es va fer servir un forn de tipus noborigama, que disposa de tres cambres de cocció amb una sola ximeneia a la tercera cambra. Aquest tipus de forns generen variacions morfològiques en les peces, que dona un acolorit especial al mural. Un cop preparades les peces, es traslladaven a l'Aeroport i es guardaven en un magatzem especial fins que eren instal·lades al mural.
El procés d'instal·lació es va allargar durant la segona meitat del 1970. L'equip d'operaris treballaven a un ritme aproximat d'unes 60 peces instal·lades al dia. El Mural va ser ideat d'una manera en què es pogués canviar la seva ubicació en cas que l'Aeroport de Barcelona s'hagués d'ampliar o reubicar. La paret on es va ubicar no és de càrrega i és estable. A més, les peces van ser numerades i col·locades progressivament començant per la part inferior dreta de l'obra. Les plaques es van fixar només amb morter de ciment, sense omplir els espais entre les juntes.
Per ornamentar l'àera, l'Ajuntament de Barcelona va prometre construir uns jardins i instal·lar un mosaic realitzat per alumnes de l'Escola Massana a l'entrada de la Terminal. Al seu torn, la Diputació de Barcelona va oferir una estàtua del personatge del «Clavileño» de la novel·la El Quixot feta per l'artista Ros Sabater.

### Inauguració
L'obra es va inaugurar el 1970, i com en el cas de Dona i ocell, l'obra va ser un regal de Miró a la ciutat de Barcelona, per la qual no cobrà honoraris. L'Ajuntament de Barcelona es va encarregar de cobrir els costos de l'execució del mural.

### Conservació

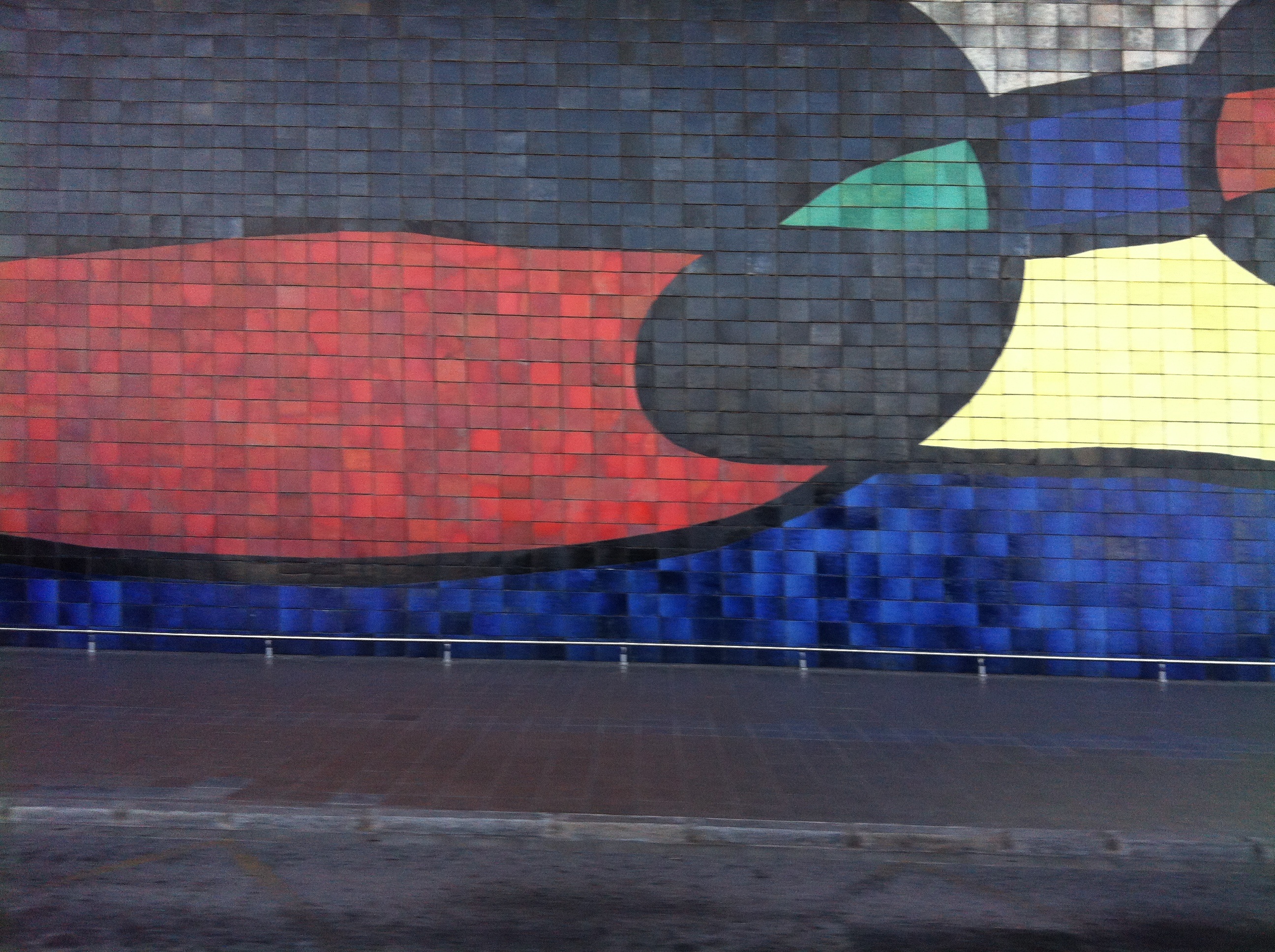
Detall

L'obra es troba a l'exterior en una zona industrial, de trànsit i molt a prop de la platja, pel que està sotmesa a les inclemències del temps, a la brutícia i a la contaminació. Entre el 1970 i el 2005 l'obra va ser protegida amb un vernís de poliuretà, en una intervenció realitzada sense el permís dels artistes, que amb el temps es va enblanquinar i alterar. També s'havien fet algunes intervencions menors reenganxant algunes de les plaques amb silicona o pintant llacunes amb morter repintat.
El 2005 la Fundació AENA, titular de les obres d'art exposades a l'Estat, va demanar a l'empresa Corebarna la restauració del mural. Des de la seva inauguració l'obra no havia estat ni tractada ni estudiada en detall. Va intervenir un equip de 17 persones dirigit per Agnès Gall Ortlik i format per conservadors-restauradors, un arquitecte, un científic, un enginyer, un ceramista i un fotògraf. Es va dur a terme entre els mesos de maig i juliol de 2005, fent servir una bastida mòbil de 3x4x10 metres. L'objectiu era millorar l'aspecte del mural i evitar alteracions suplementàries. És per això que es va procedir a retirar el vernís de poliuretà, netejant la superfície. Es va descartar tornar a envernissar el mural, ja que les propietats del gres són suficients per resistir a l'exterior. Es va treballar en rondes de 4 metres d'amplada (mida de la bastida) i d'esquerra a dreta. Les plaques van necessitar intervencions diferents (mecànica o química) depenent del color de les plaques. Un cop tret el vernís, es va procedir a una neteja general amb acetona i posteriorment amb aigua i etanol. La reintegració pictòrica necessària es va dur a terme amb vernís i laca de poliuretà i acolorits amb pigment, aplicades amb pigment o aerògraf.

## Descripció
L'obra és la sisena d'una sèrie de col·laboracions entre Miró i Artigas. Està constituïda per 4.865 plaques de gres esmaltat de colors vius, de 26 x 38 x 3 cm de superfície i 6 kg de pes cada una. Els colors predominants són el blau, el groc, el verd, el negre i el vermell. L'obra té un pes aproximat de 35 tones. L'oba està signada "Miró / ARTIGAS" a la part inferior dreta.

## Anàlisi
L'obra pertany a la fase madura de l'etapa escultòrica de Miró, moment en què realitza obres ceràmiques monumentals i de grans dimensions. Són d'aquest època Mural per a IBM, actualment conserval al Museu Nacional d'Art de Catalunya o els dedicats a la Kunsthaus de Zuric o al Guggenheim Museum.